# Hpa-An
Hpa-An (tiếng Myanmar: ဘားအံမြို့ bha: am mrui.), hay Pa-An, Pa-an, là một thị xã tại bang Kayin của Myanmar. Thành phố này là thủ phủ của bang Kayin. Đây là nơi có dân tộc Karen sinh sống. Thị xã này có dân số 41.501 người.